# Castillo de Janowiec
El castillo de Janowiec (en polaco: Zamek w Janowcu) es un castillo renacentista construido entre 1508 y 1526, en una empinada ladera del río Vístula en Janowiec (14,5 km al sur de Puławy), Voivodato de Lublin, Polonia.

## Historia
El castillo fue probablemente construido por Mikołaj Firlej a principios del siglo XVI y ampliado por su hijo, Piotr, vaivoda del voivodato de Rutenia. El baluarte, utilizado como residencia, fue destruido por el ejército sueco en 1655 durante el Diluvio. Aunque los siguientes propietarios del castillo hicieron todo lo posible para reconstruirlo, éste nunca logró recuperar su antigua gloria. En 1928 el arqueólogo Leon Kozłowski se hizo cargo del castillo, pero sus planes de reconstruirlo fueron detenidos por la Segunda Guerra Mundial. En 1975, el castillo fue comprado por el Museo Nadwiślańskie, en Kazimierz Dolny.

## Galería

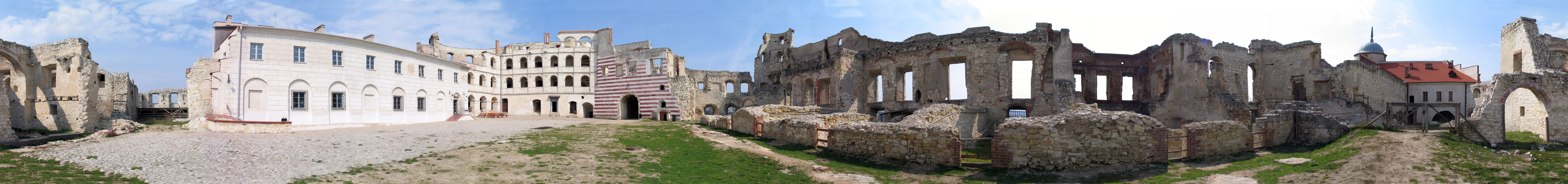
Panorama del castillo.

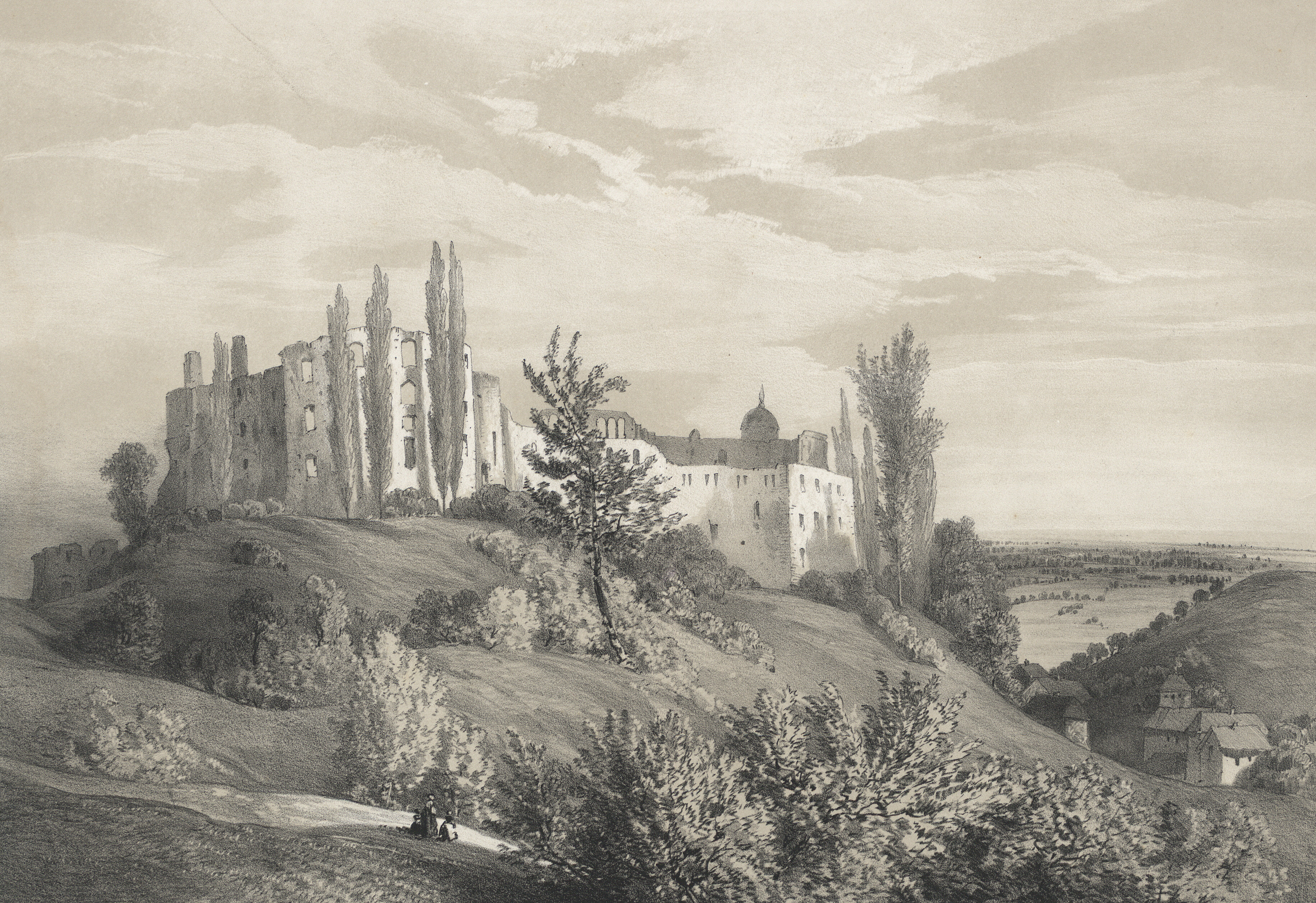
Castillo, después de 1857
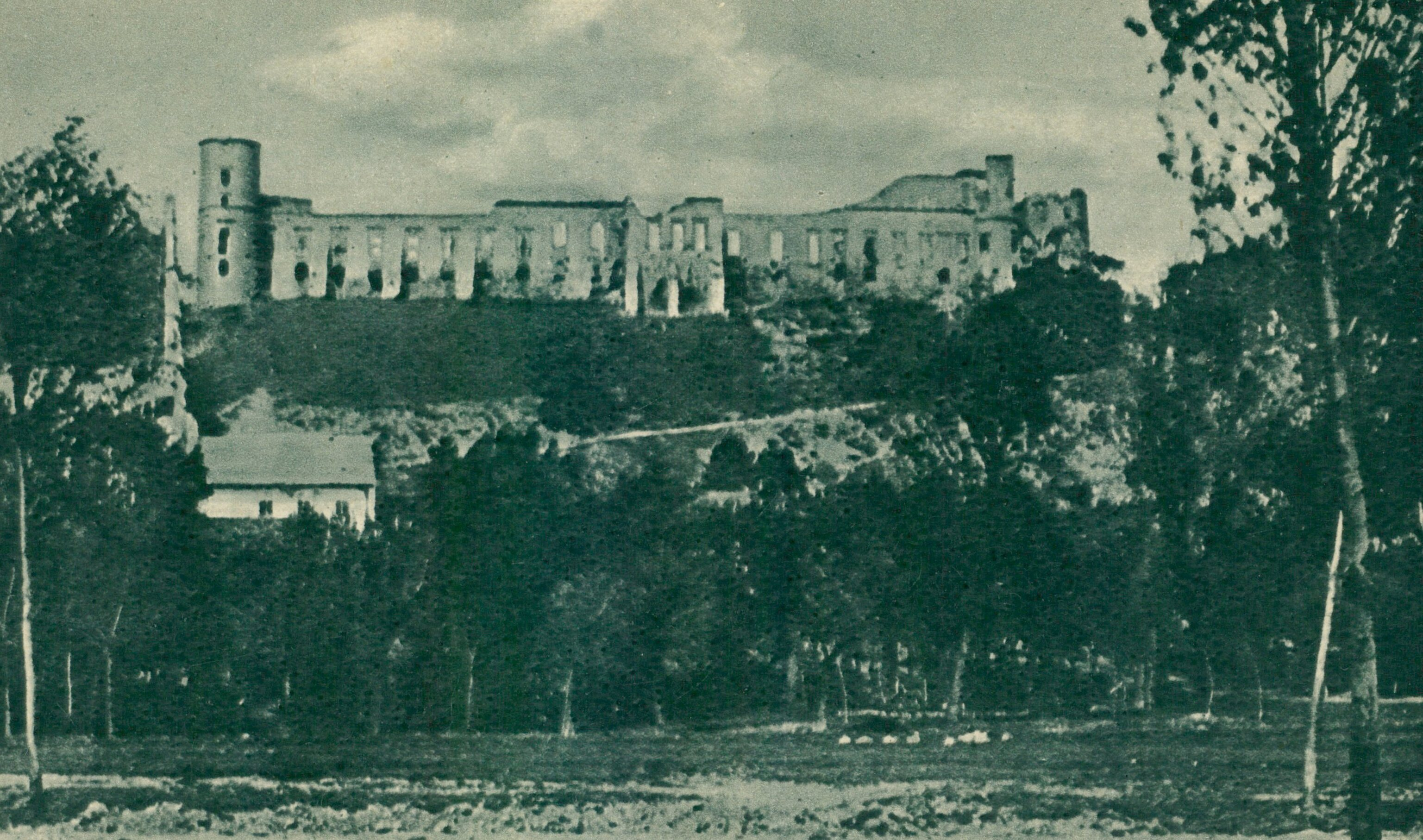
Castillo, después de 1906
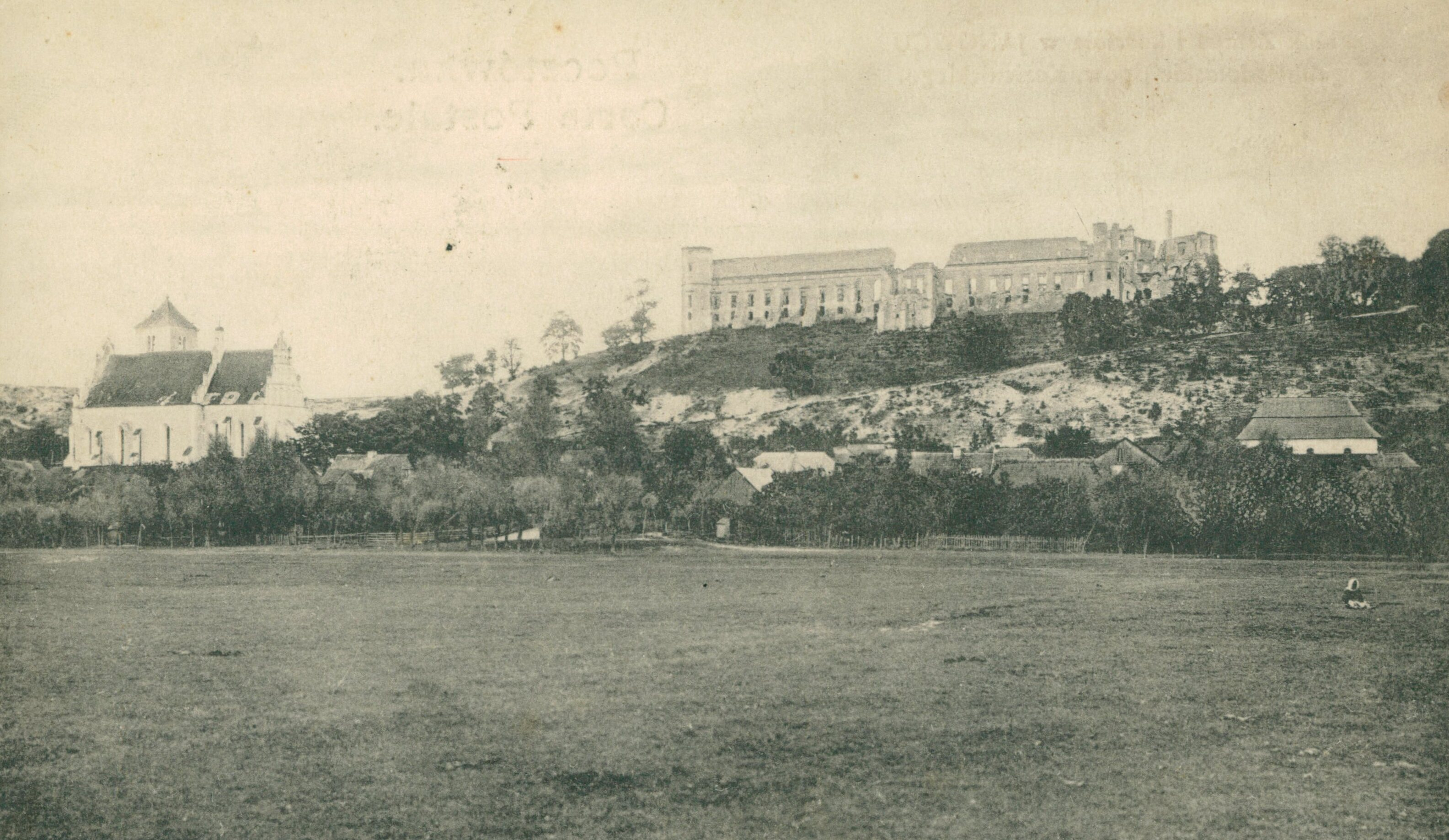
Janowiec, 1914